# Cantó de Gendrey
El cantó de Gendrey és un cantó francès del departament del Jura, situat al districte de Dole. Té 14 municipis i el cap és Gendrey.

## Municipis
- Auxange
- Gendrey
- Louvatange
- Malange
- Ougney
- Pagney
- Le Petit-Mercey
- Romain
- Rouffange
- Saligney
- Sermange
- Serre-les-Moulières
- Taxenne
- Vitreux

## Història
| Data d'elecció                           | Identitat                  | Partit                  | Qualitat |
| ---------------------------------------- | -------------------------- | ----------------------- | -------- |
| 1951-1988                                | Gérard Pelleterat de Borde | MRP, després CD UDF-CDS |          |
| 1988-2001                                | Georges Curie              | PS                      |          |
| 2001-                                    | Michel Ganet               | PCF                     |          |
| les dades anteriors no són pas conegudes |                            |                         |          |
|                                          |                            |                         |          |